# Féérune
Féérune (Faerûn en anglais) est l'un des continents de la planète Abeir-Toril dans le monde fantastique des Royaumes oubliés créé par Ed Greenwood. Il est couramment utilisé par les auteurs d'aventures fantastiques pour faire évoluer leurs personnages et leurs intrigues.